# Euclemensoides umbrata
Euclemensoides umbrata là một loài bướm đêm thuộc phân họ Arctiinae, họ Erebidae.